# Larry Ayuso
Elías Larry Ayuso (Bronx, New York, 27. ožujka 1977.) portorikanski je profesionalni košarkaš. Igra na poziciji bek šutera, a trenutačno je član razvojne D-League momčadi Iowa Energy. 

## Karijera
Karijeru je započeo na američkom sveučilištu USC. Nakon završetka sveučilišta odlučio se je na povratak u domovinu i potpisao za Piratas de Quebradillas. U portorikanskoj ligi igrao je još za Arecibo Captainse, San German Athletics i Santurce Crabberse. U veljači 2005. potpisao je za hrvatski košarkaški klub Split. Ondje je bio najbolji igrač kluba, a dobre igre donijele su mu sljedeće sezone transfer u hrvatskog prvaka Cibonu Zagreb. Prije odlaska u Split, bio je član momčadi turskog Beşiktaşa, ruskog Spartaka iz Sankt Peterburga i litavskog Žalgirisa. 

## Portorikanska reprezentacija
Bio je član portorikanske reprezentacije na Olimpijskim igrama u Ateni 2004. i Svjetskom prvenstvu u Japanu 2006.

## Vanjske poveznice
- Profil na InterBasket.com
- Profil na HoopsHype.com
- Profil na NBA.com